# Rhinolophus robinsoni
Rhinolophus robinsoni — вид рукокрилих родини Підковикові (Rhinolophidae).

## Поширення
Країни проживання: Малайзія, Таїланд. Мешкає у мішаних низинних та пагорбових лісах.

## Загрози та охорона
Лісові втрати, пов'язані з рубками, сільським господарством, насадженням плантацій і пожежі являють собою серйозні загрози для цього виду. Три з чотирьох популяцій в Таїланді — в охоронних районах.